# 足利小山信用金庫
足利小山信用金庫（あしかがおやましんようきんこ、英語：Ashikaga Oyama Shinkin-Bank）は、足利信用金庫と小山信用金庫が2004年11月22日に合併して誕生した、栃木県下最大の信用金庫である。本店は栃木県足利市井草町。元の足利信用金庫は1925年に産業組合法による有限責任足利信用組合として設立された。預金残高は3,238億円（2021年）、出資金は10億円。

## 営業地区
- 栃木県

足利市、小山市、栃木市、野木町、下野市、上三川町
- 群馬県

太田市、邑楽町、大泉町

## 沿革

### 合併前
【】内は旧信金名。
- 1925年10月 - 【足利】有限責任足利信用組合を設立する。
- 1943年7月 - 【足利】市街地信用組合法に基づき、足利信用組合に改組する。
- 1950年4月 - 【足利】中小企業等協同組合法に基づき、改組する。
- 1950年6月 - 【小山】小山信用組合を設立する。
- 1951年10月 - 【足利】信用金庫法に基づき、足利信用金庫となる。
- 1953年6月 - 【小山】信用金庫法に基づき、小山信用金庫となる。

### 合併後
- 2004年11月22日 - 足利と小山の2信用金庫が合併して、足利小山信用金庫となる。
- 2008年8月 ‐ 足利工業大学（現：足利大学）と産学連携に関する協定を締結。
- 2015年10月 ‐ 創立90周年
- 2020年 - 取引先の人材採用支援のためパーソルホールディングスと業務提携[1]。
- 2020年12月 ‐ 小山市含む4者間で「地域創生ならびにSDGs推進に関する包括連携協定」の締結
- 2022年4月 ‐ 足利市含む5者間で「地域創生ならびにSDGs推進に関する包括連携協定」の締結